# Штокках
Штокках (нем. Stockach) — город в Германии, в земле Баден-Вюртемберг.
Подчинён административному округу Фрайбург. Входит в состав района Констанц. Население составляет 16 679 человек (на 31 декабря 2010 года). Занимает площадь 69,75 км². Официальный код — 08 3 35 079.
Город подразделяется на 10 городских районов.

## История
Город был местом действия двух битв:
- В 1799 г. эрцгерцог Карл вытеснил французские войска под начальством Журдана из южной Германии; желая знать направление, куда отступают французы, он послал 3 отряда по 13 тысяч человек в разные стороны, а сам с 32 тысячами резерва стал при Штоккахе; Журдан, предполагая, что австрийское войско двинулось в Швейцарию, а против него выставило небольшой отряд, выслал 3 дивизиона, по 9 тысяч человек каждый, навстречу австрийцам, а 4-й дивизион в 10 тысяч человек, под начальством Сен-Сира, двинулся в обход врага через Мескирх, севернее Штоккаха. Изумленные неожиданным появлением и нападением французов, австрийские колонны были отброшены к Штоккаху; особенно расстроилась правая колонна генерала Мервельдта, линии отступления которой грозил Сен-Сир; эрцгерцог поддержал её и отбросил Сен-Сира, рассеяв его дивизион, но не преследовал дальше по свойственной ему нерешительности.
- В следующем 1800 году, весной, австрийский фельдмаршал Край, обманутый маневрами Моро, ослабил свой левый фланг, стоявший около Штоккаха; французы перешли Рейн около Штейна, 3 мая напали на австрийцев близ Штоккаха, разбили и отбросили их.[2]